# Nycturie
 Mise en garde médicale
La nycturie est le fait de se lever fréquemment la nuit pour uriner.
Cette anomalie est notamment présente chez 28 % des personnes souffrant d'apnée du sommeil de type SAOS[réf. nécessaire], probablement en raison de la sécrétion de facteur natriurétique auriculaire provoquée par les apnées et la dépression thoracique[réf. nécessaire].